# لاتین
لاتین، لاتینی، رومی یا لاتینوم (latīnum) یک زبان کلاسیک متعلق به شاخهٔ ایتالی زبان‌های هندواروپایی است. زبان لاتین در اصل در نواحی اطراف رُم، معروف به لاتیوم گفتگو می‌شد. با قدرت‌گیری جمهوری روم، لاتین به زبان اصلی در ایتالیا و سپس در سراسر غربِ امپراتوری روم تبدیل شد. لاتین نیای زبان‌های رومی امروزی در اروپاست و واژگان بسیاری را به دیگر زبان‌های اروپایی همچون انگلیسی وارد کرده است. در انگلیسی از ریشه‌های لاتین (و یونانی باستان) در الهیات، علوم، پزشکی و قانون استفاده می‌شود. لاتین در سریر مقدس (شهر واتیکان) زبان رسمی است. برخی صاحب‌نظران این زبان را فصیح‌ترین زبان دنیا می‌دانند، زیرا در آن می‌توان مقصود را به کوتاه‌ترین عبارت بیان کرد.
در اواخر دوران جمهوری روم (۷۵ قبل از میلاد)، لاتین باستان به لاتین کلاسیک معیار تبدیل شده بود. لاتین عامیانه گونهٔ محاوره‌ای لاتین بود که در همان زمان گفتگو می‌شد و در کتیبه‌ها و آثار طنزنویسانی مانند پلوتس و ترنتیوس و نویسندگانی همچون پترونیوس از آن یاد شده است. لاتین پسین زبان نوشتاری از قرن ۳ است. شکل محاوره‌ای آن لاتین عامیانه در قرن‌های ۶ تا ۹ به زبان‌های رومی، مانند ایتالیایی، ساردنیایی، ونتی، ناپولی، سیسیلی، پیدمونتی، لومبارد، فرانسوی، فرنکو-پروونسال، اکسیان، کرسی، لادین، فریولی، رومانش، کاتالان/والنسیایی، آراگونی، اسپانیایی، آستوری، گالیسی و پرتغالی توسعه یافت است. لاتین قرون وسطی از قرن ۹ تا رنسانس به‌عنوان زبان ادبی اروپا مورد استفاده قرار می‌گرفت. این زبان سپس به لاتین نوین تکامل یافت. لاتین تا اواخر قرن هجدهم، تا زمانی که زبان‌های بومی (از جمله زبان‌های رومی) جایگزین آن شدند، زبان ارتباطات بین‌المللی و تحصیلات علمی بود. لاتین کلیسایی زبان رسمی سریر مقدس و آیین رومی کلیسای کاتولیک است.
لاتین یک زبان کاملاً اشتقاقی، دارای سه جنس، شش یا هفت حالت دستوری، پنج صرف، چهار نوع صرف فعل، شش زمان، سه شخص، سه وجه، دو جهت فعل، دو یا سه نمود و دو شمار است. الفبای لاتین از الفبای اتروسکی و یونانی و در نهایت از الفبای فنیقی گرفته شده است.

## تاریخ

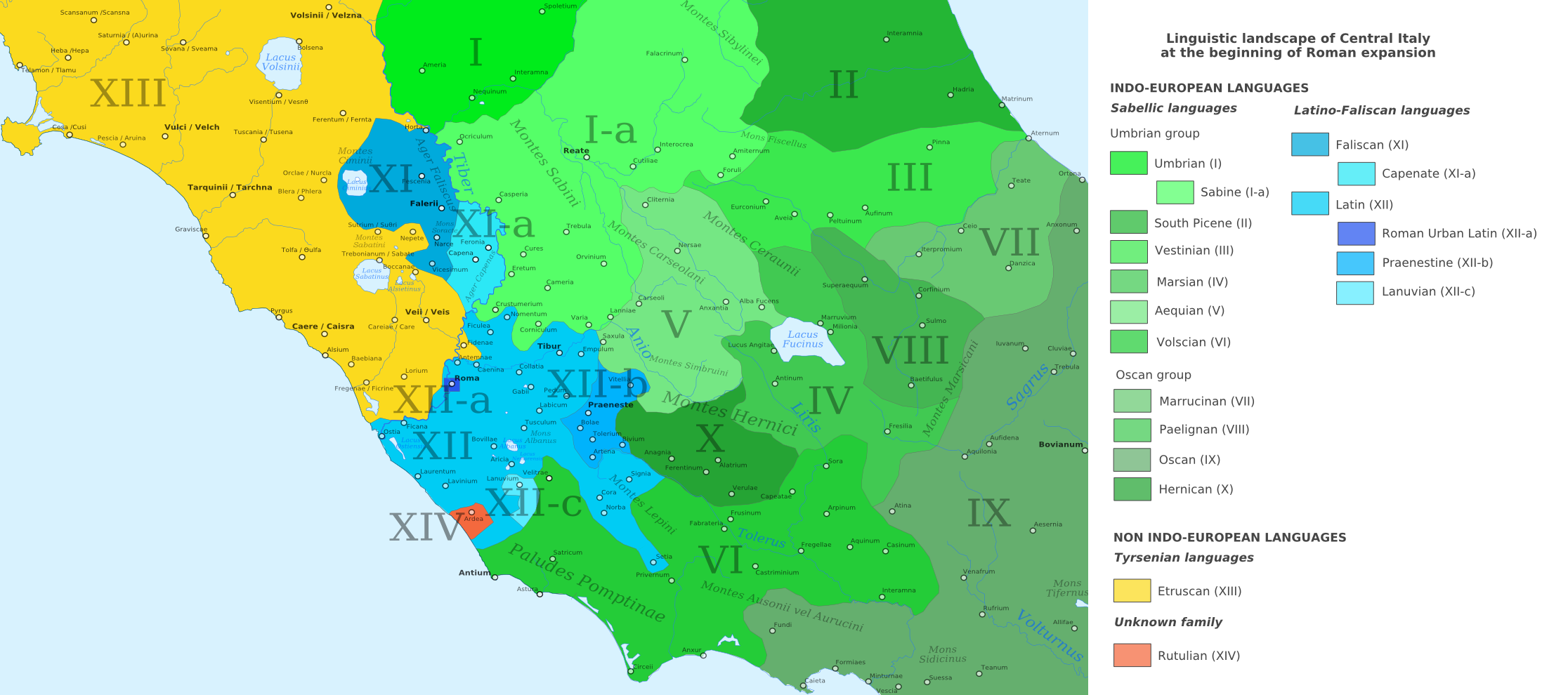
نقشه زبانی ایتالیای مرکزی در آغاز گسترش روم

در سال ۱۴۶ قبل از میلاد جمهوری روم بر یونان استیلا یافت. رومیان درحالی‌که زبان خود یعنی لاتین را حفظ کردند به‌زودی آنچه را که از فرهنگ و هنر یونان می‌توانستند فراگرفتند و در ظرف دو یا سه قرن امپراتوری‌ای تشکیل دادند که مشتمل بر دنیای متمدن قدیم (مغرب ایران) و متضمن مصر، یونان، آسیای صغیر و سوریه بود که هرکدام ایالتی از ایالات روم شدند. رومی‌ها اگرچه در غلبه و استیلای خویش رحم و شفقتی نشان نمی‌دادند اما دست‌کم قاصد تمدن بودند و به عبارتی دیگر به این نواحی عقب‌افتاده عصارهٔ تمدن کهن یونانی-رومی را تحویل دادند. رومی شدن این نواحی چنان شدید بود که زبان لاتین در مغرب زبان رایج مردم گردید. بعداً در آفریقا، عربی جای لاتین را گرفت امّا در سایر جاها به‌ویژه در فرانسه، اسپانیا، ایتالیا و پرتغال تا به امروز آثار تحریف شدهٔ لاتین باقی‌مانده است.
این زبان دارای تعدادی مرحله تاریخی است که هر یک از آن‌ها با تفاوت‌های ظریف واژگان، کاربرد، املا، ریخت‌شناسی و نحو متمایز می‌شوند. هیچ قانون سخت و سریعی برای دسته‌بندی وجود ندارد. دانشمندان مختلف بر ویژگی‌های مختلف تأکید دارند. در نتیجه، فهرست‌ها گوناگون و همچنین دارای نام‌های جایگزین هستند.
علاوه بر مراحل تاریخی، لاتین کلیسایی به سبک‌هایی که نویسندگان کلیسای کاتولیک روم از اواخر دوران باستان به بعد و همچنین دانشمندان پروتستان از آن‌ها استفاده می‌کردند اشاره دارد.
پس از سقوط امپراتوری روم غربی در سال ۴۷۶ و ظهور پادشاهی‌های ژرمن به جای آن، مردم ژرمنی‌زبان لاتین را به عنوان زبانی مناسب تر برای استفاده‌های قانونی و دیگر اهداف به رسمیت شناختند.

### لاتین باستان

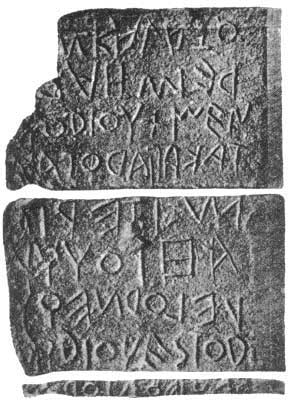
لاجورد نیجر، احتمالاً کهن‌ترین کتیبه لاتین موجود، مربوط به رم در حدود ۶۰۰ ق. م در زمان پادشاهی روم

نخستین شکل شناخته‌شده لاتین، لاتین باستان است که از پادشاهی روم تا اواخر دوره جمهوری روم صحبت می‌شد. این زبان در کتیبه‌ها و برخی از آثار اولیه ادبیات لاتین، مانند کمدی‌های پلتوس و ترنتیوس، گواهی شده است. الفبای لاتین از الفبای اتروسکی ابداع شد. این نوشتار در ابتدا راست به چپ یا بوستروفیدن بود و در نهایت به یک خط چپ به راست تبدیل شد.
از کهن‌ترین آثار ادبی لاتین تنها پاره‌نوشته‌هایی از لیویوس آندرونیکوس، نیائئوس نویوس و کوئینتوس انیوس (همگی متعلق به سدهٔ سوم قبل از میلاد) برجای مانده‌اند. تنها استثناء کمدی‌های پلوتوس هستند که، به‌همین دلیل، منبع اصلی مطالعهٔ لاتین باستانی می‌باشند.
درباب آندرونیکوس باید گفت که وی اصلاً یک یونانی بود که در جریان تصرف شهر تارانتو اسیر رومیان شد و کارش را به عنوان یک مربی در خدمت یک خانواده اشرافی در رم با ترجمهٔ آثار یونانی به لاتین، از جمله ادیسه اثر حماسی هومر، آغاز کرد و در روم معلم یونانی و لاتین شد. به‌مرور زمان، این ترجمه جای قانون دوازده لوحه را گرفت و کتاب قرائت گردید. زبان لاتین در نتیجهٔ این ترجمه شکل ثابتی پیدا کرد و کتاب‌های دیگر یونانی نیز ترجمه شد و طرز آموزش و پرورش و سازمان فرهنگ یونان در روم مورد توجه و اقتباس واقع گشت.

### لاتین کلاسیک
در اواخر دوران جمهوری و در نخستین سال‌های امپراتوری، یک لاتین کلاسیک جدید، با نوشتن آثار بزرگ ادبیات کلاسیک که در مکاتب دستور زبان و بلاغت تدریس می‌شد، توسط سخنوران، شاعران، مورخان و دیگر باسوادان، به وجود آمد. دستور زبان‌های آموزشی امروزی ریشه در چنین مدارسی دارد که به عنوان نوعی آکادمی زبان غیررسمی فعالیت می‌کرده و به حفظ و تداوم گفتار تحصیل‌کردگان اختصاص داشته است.

### لاتین پسین
لاتین پسین در دوران باستان پسین از سده ۳ تا ۶ میلادی رایج بود. این دوره از لاتین را میان دوره‌های لاتین کلاسیک و لاتین قرون وسطی می‌دانند. در مورد زمان دقیق پایان لاتین کلاسیک یا شروع لاتین قرون وسطی اتفاق نظر علمی وجود ندارد. با این حال، آثار لاتین پسین با داشتن ویژگی‌هایی قابل شناسایی هستند.

### لاتین عامیانه
تجزیه و تحلیل فلسفی آثار لاتین باستان، مانند آثار پلوتوس، که حاوی بخش‌هایی از گفتار روزمره است، نشان می‌دهد که یک زبان گفتاری لاتین (اصطلاحاً sermo vulgi، «گفتار توده‌ها» به نوشته سیسرون)، همزمان با لاتین کلاسیک وجود داشت. این زبان غیررسمی به ندرت نوشته می‌شده است و بنابراین فیلسوفان فقط واژگان و عبارات منفردی را ذکر می‌کنند که در آثار نویسندگان کلاسیک و دیوارنویسی‌ها آمده است. از آنجا که توسعه این زبان به خودی خود آزاد بود، هیچ دلیلی وجود ندارد که تصور کنیم این زبان از نظر تاریخی یا جغرافیایی یکنواخت باشد. برعکس، جمعیت‌های اروپایی رومی‌زبان هر یک گویش‌های خود را در این زبان داشتند، که در نهایت منجر به تمایز زبان‌های رومی شد. سقوط امپراتوری روم به معنای زوال معیارهای آموزشی بود که باعث ایجاد لاتین پسین شد، مرحله‌ای پساکلاسیک از زبانی که در نوشته‌های مسیحیان آن زمان دیده می‌شود. این امر نه تنها به دلیل کاهش تحصیلات بلکه به دلیل تمایل به انتشار آثار به زبان توده‌ها و منطبق‌تر با گفتار روزمره بود.
لاتین عامیانه حداکثر تا قرن نهم، که نخستین نوشته‌های رومی شروع به پدیداری کرد، به زبان‌های متمایزی تبدیل شده بود. آن‌ها، در طول این دوره، به گفتار روزمره محدود بودند، زیرا لاتین قرون وسطی برای نوشتن استفاده می‌شد.

### لاتین قرون وسطی

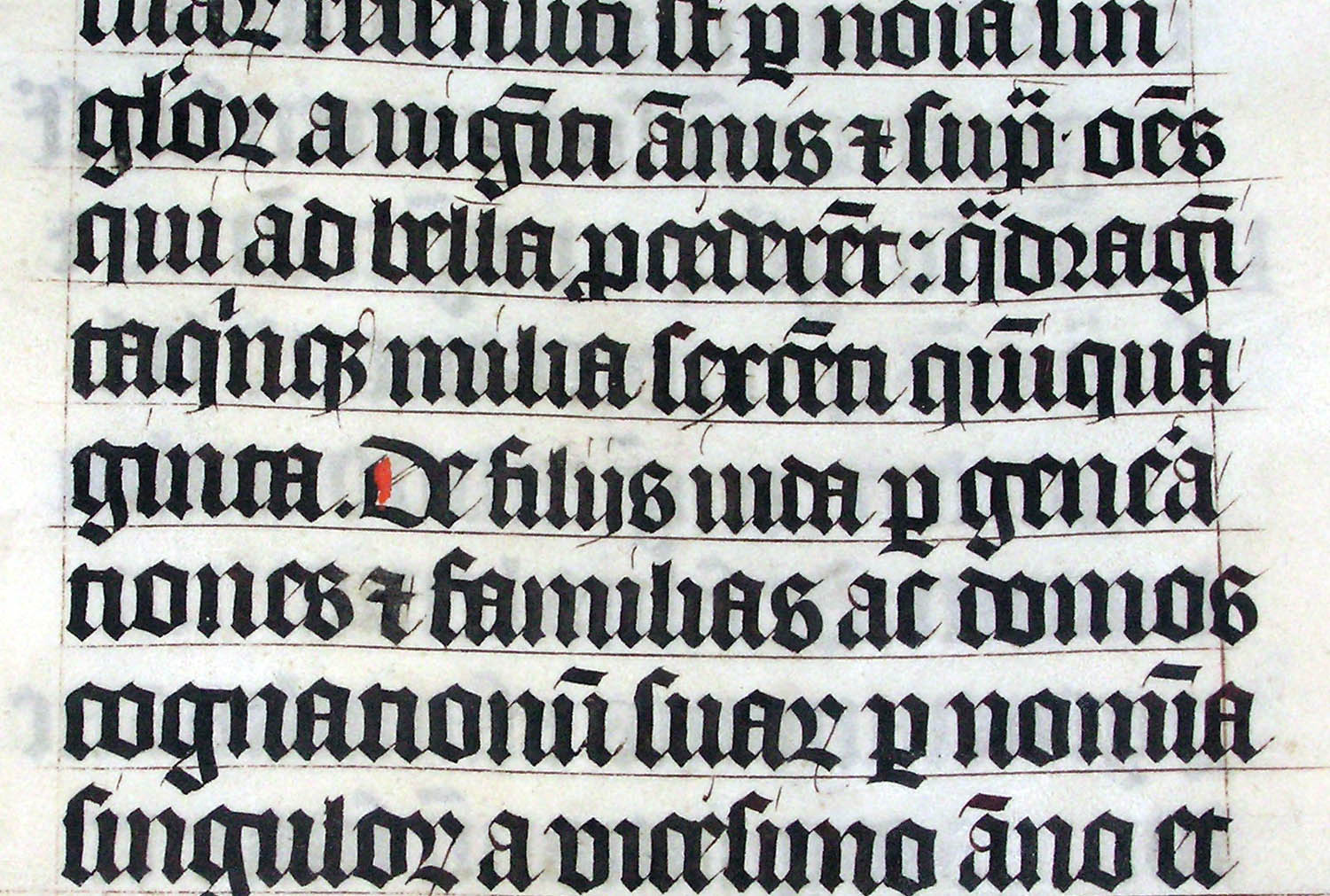
کتاب مقدس مالمزبری به لاتین مربوط به ۱۴۰۷.

لاتین قرون وسطی لاتین نوشتاری است و در دوره‌ای از لاتین پساکلاسیک استفاده می‌شود که هیچ زبان لاتین گفتاری وجود ندارد. چرا که زبان گفتاری به زبان‌های مختلف رومی آغازین تبدیل شده بود. با این حال، در دنیای تحصیل‌کردگان و در امور رسمی، زبان لاتین بدون داشتن پایگاه گفتاری طبیعی، تداوم یافت. این لاتین همچنین به سرزمین‌هایی گسترش یافت که هرگز به زبان لاتین صحبت نکرده بودند، مانند ملت‌های ژرمنی و اسلاوی. این زبان برای ارتباطات بین‌المللی بین کشورهای عضو امپراتوری مقدس روم و متحدان آن مفید واقع شد.

### لاتین رنسانس

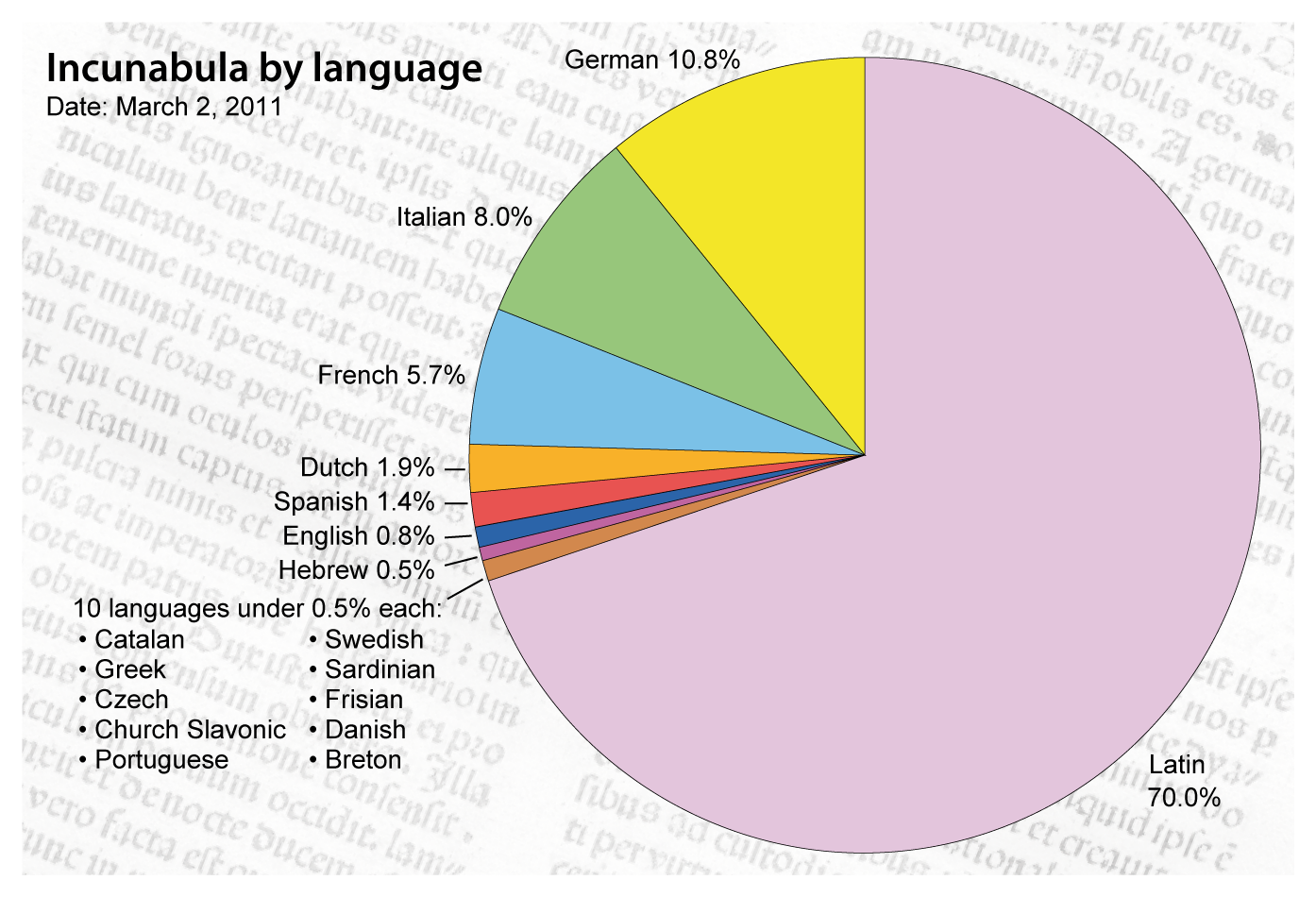
بیشتر کتاب‌های چاپی قرن پانزده (اینکانوبولا) به زبان لاتین بودند و زبان‌های بومی نقش کوچکی را در چاپ بازی می‌کردند.

موقعیت لاتین در رنسانس با تصویب اومانیست‌ها، به عنوان یک زبان گفتاری تقویت شد. آن‌ها که غالباً توسط اعضای روحانیت هدایت می‌شدند، از تخریب سریع بازمانده‌های جهان کلاسیک و ادبیات آن متعجب بودند؛ بنابراین کوشیدند هرچه را که می‌توانند حفظ کنند و زبان لاتین را به آنچه در گذشته بود برگردانند و روش تولید نسخه‌های اصلاح‌شده آثار ادبی را که با مقایسه نسخه‌های خطی برجای‌مانده انجام می‌شد، معرفی کردند. آن‌ها حداکثر تا قرن پانزدهم، نسخه‌های پشتیبانی‌شده توسط دانشمندان را جایگزین لاتین قرون وسطایی کردند و با انجام پژوهش سعی در کشف زبان لاتین کلاسیک داشتند.

### لاتین نوین
در اوایل دوران نوین، زبان لاتین هنوز مهم‌ترین زبان فرهنگی در اروپا بود؛ بنابراین، تا پایان قرن هفدهم بیشتر کتاب‌ها و تقریباً تمام اسناد دیپلماتیک به زبان لاتین نوشته می‌شدند. پس از آن، بیشتر اسناد دیپلماتیک به زبان فرانسوی (یک زبان رومی) و سپس به زبان‌های بومی یا سایر زبان‌ها نوشته شدند.

### لاتین امروزی
زبان لاتین امروزه با وجود نداشتن گویشور بومی، هنوز هم برای اهداف مختلفی در جهان استفاده می‌شود.

#### استفاده مذهبی

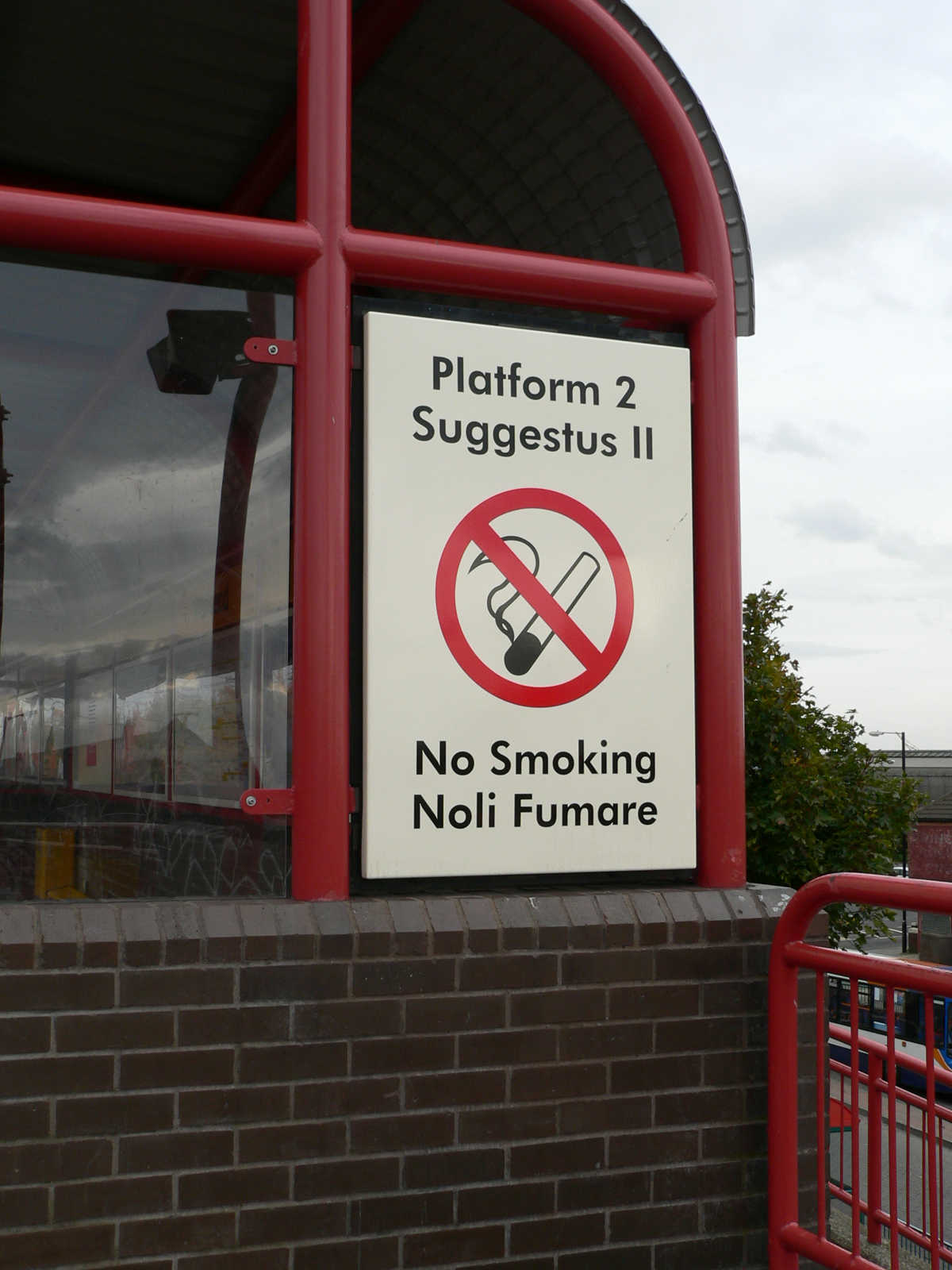
تابلویی در متروی تاین و ور در انگلستان به انگلیسی و لاتین، برای ادای احترام وجود یک پاسگاه امپراتوری روم در این منطقه.

بزرگ‌ترین سازمانی که لاتین را در زمینه‌های رسمی و نیمه‌رسمی حفظ می‌کند، کلیسای کاتولیک است. لاتین زبان آیین رومی مسیحی است. این زبان رسمی سریر مقدس، زبان اصلی مجله عمومی آن و زبان کاری روتای رومی است. در واتیکان همچنین تنها خودپرداز جهان به زبان لاتین وجود دارد. در دانشگاه‌های پاپی دوره‌های تحصیلات تکمیلی قانون کلیسایی به زبان لاتین تدریس می‌شود و مقالات نیز به همان زبان نوشته می‌شوند.

#### استفاده از لاتین برای شعارها
در جهان غرب، بسیاری از سازمان‌ها، دولت‌ها و مدارس به دلیل ارتباط آن با رسمیت ، سنت و ریشه‌های فرهنگ غربی، از لاتین برای شعارهای خود استفاده می‌کنند.
شعار کانادا A mari usque ad mare («از این کران تا آن کران») و بیشتر شعارهای استان‌های آن به زبان لاتین هستند. صلیب ویکتوریای کانادا از صلیب ویکتوریای بریتانیا که دارای کتیبه «For Valor» است، الگو گرفته است. از آنجا که کانادا رسماً دو زبانه است، عبارت لاتین Pro Valore مدال کانادا جایگزین عبارت انگلیسی پیشین آن شده است.
شعار اسپانیا PLVS VLTRA، به معنای «فراتر از آن»، نیز ریشه لاتین دارد. این برگرفته از شعار شخصی کارل پنجم، امپراتور مقدس روم و پادشاه اسپانیا (به عنوان کارل اول) و حاصل واژگونی عبارت Non terrae plus ultra («هیچ سرزمینی فراتر از آن نیست») است. گفته می‌شود که این کار برای هشدار بر روی ستون‌های هرکول در تنگه جبل‌الطارق، که حاشیه جهان شناخته‌شده آن روز بود، حک شده بود. کارل این شعار را در پی کشف دنیای جدید توسط کلمبوس اتخاذ کرد و همچنین دارای استعاره‌هایی در مورد خطرپذیری و تلاش برای تعالی است.
چندین ایالت آمریکا نیز شعار لاتین دارند: مانند Qui transtulit sustinet («کسی که بپیوندد، باقی خواهد ماند») کنتیکت؛ Per aspera ad astra («به سوی ستارگان، با هر سختی‌ای») کانزاس؛ Nil sine numine («هیچ‌چیز بدون خداوند ممکن نیست») کلرادو؛ Si quaeris peninsulam amoenam, circumspice («اگر در جستجوی خوشحالی هستی، به خود نگاه کن») میشیگان؛ Salus populi suprema lex esto («بگذار رفاه مردم، قانون اساسی باشد») میزوری؛ Esse Quam Videri («بودن بهتر از وانمود کردن») کارولینای شمالی؛ Sic semper tyrannis («این است فرجام ستمکار») ویرجینیا؛ و Montani Semper Liberi («کوه‌ها همیشه آزادند») ویرجینیای غربی.
امروزه بسیاری از سازمان‌های نظامی دارای شعارهای لاتین مانند Semper Paratus («همیشه آماده»)، شعار گارد ساحلی ایالات متحده؛ Semper Fidelis («همیشه وفادار»)، شعار نیروی دریایی ایالات متحده؛ Semper Supra («همیشه بالاتر»)، شعار نیروی فضایی ایالات متحده؛ و Per ardua ad astra («از طریق ناملایمات / مبارزه با ستارگان»)، شعار نیروی هوایی سلطنتی.
برخی از کالج‌ها و دانشگاه‌ها شعارهای لاتین را پذیرفته‌اند، برای نمونه شعار دانشگاه هاروارد Veritas («حقیقت») است. وریتاس الهه حقیقت، دختر کیوان و مادر فضیلت بود.

#### سایر کاربردهای امروزی
سوئیس Helvetia نام کوتاه لاتین این کشور را روی سکه‌ها و تمبرها چاپ می‌کند، زیرا با رسمی بودن چهار زبان در سوئیس، جایی برای نوشتن نام کشور به هر چهار زبان وجود ندارد. به همین دلیل، کد بین‌المللی وسیله نقلیه و اینترنت سوئیس CH است که مخفف Confœderatio Helvetica، نام کامل لاتین این کشور، می‌باشد.

## میراث
زبان‌های ایتالیایی، فرانسوی، پرتغالی، اسپانیایی، رومانیایی، کاتالان، رومانش و سایر زبانهای رومی نوادگان مستقیم زبان لاتین هستند. همچنین مشتقات بسیاری از لاتین به انگلیسی و همچنین آلمانی، هلندی، نروژی، دانمارکی و سوئدی وارد شده است. کلمات قرآنی قصر، بلد، دینار، عتیق و صراط مشتق از لاتین هستند. زبان لاتین هنوز در شهر واتیکان، مقر کلیسای کاتولیک و واقع در رم، صحبت می‌شود.

### ادبیات
آثار چند صد نویسنده باستانی که به زبان لاتین می‌نوشتند، به‌طور کامل یا جزئی باقی مانده است. آن‌ها تا حدی موضوع رشته مطالعات کلاسیک هستند. آثار آن‌ها قبل از اختراع چاپ به صورت دست‌نویس منتشر می‌شد و اکنون در نسخه‌های چاپی با دقت حاشیه نویسی منتشر می‌شوند. از مهم‌ترین نسخه‌های چاپی می‌توان به کتابخانه کلاسیک لوئب ، منتشر شده توسط انتشارات دانشگاه هاروارد، یا متون کلاسیک آکسفورد ، منتشر شده توسط انتشارات دانشگاه آکسفورد اشاره کرد.

### آموزش

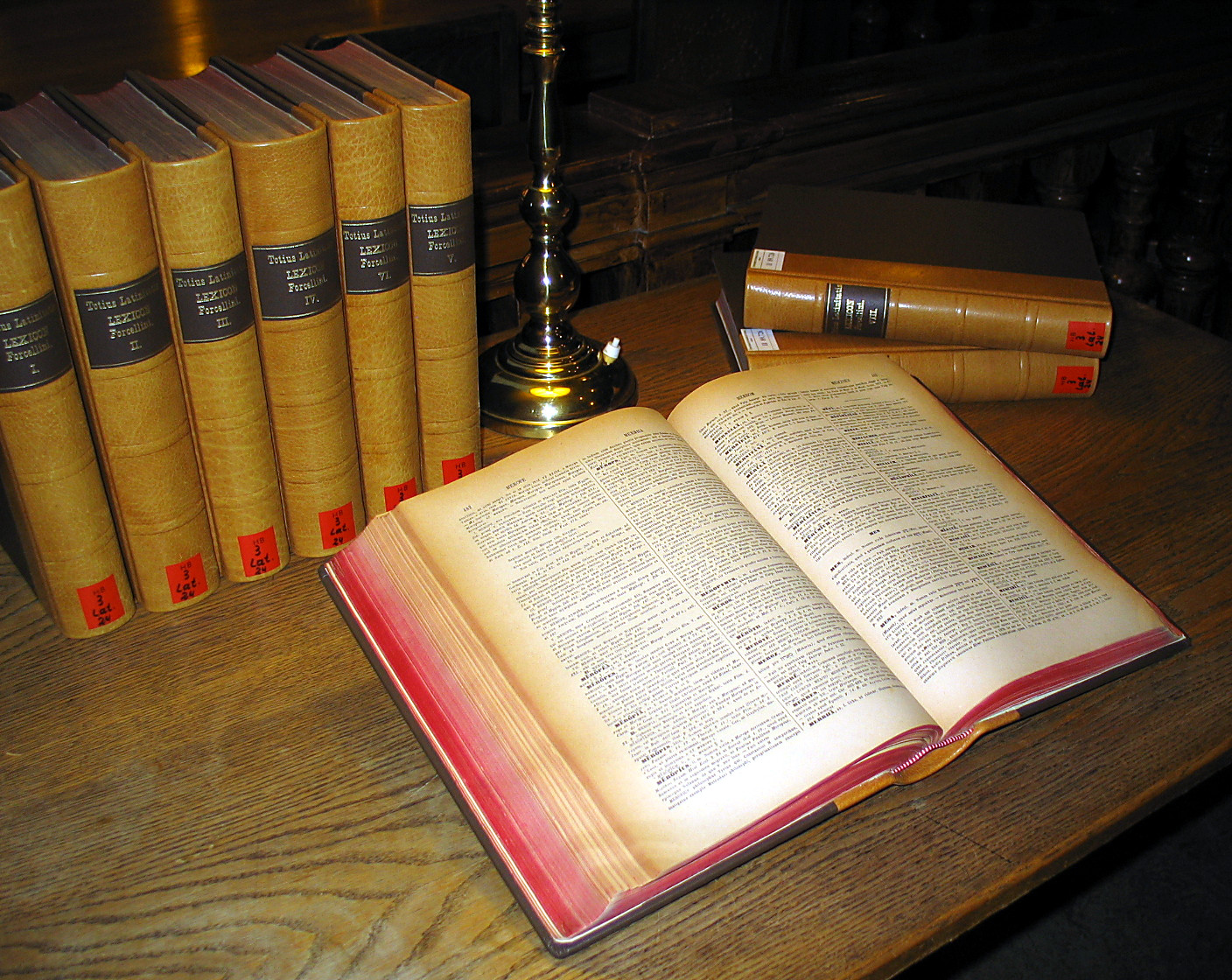
فرهنگ لغت لاتین چند جلدی در کتابخانه دانشگاه گراتس.

در طول تاریخ اروپا، آموزش مطالعات کلاسیک برای کسانی که مایل به پیوستن به محافل باسوادان بودند بسیار مهم تلقی می‌شد و آموزش به زبان لاتین یک جنبهٔ اساسی بود و در قرون وسطی و رنسانس این زبان مهم‌ترین مادهٔ درسی محسوب می‌شد؛ اما در نتیجهٔ جنبش اصلاح دینی این زبان در ممالکی که مذهب پروتستان را پذیرفتند منسوخ شد و زبان مادری هرکشور جای آن را گرفت، و نویسندگان و دانشمندان اروپا به‌تدریج زبان ملی را در تدریس و تألیف و تحریر به‌کار بردند، به‌طوری‌که در قرن هفدهم دیگر زبان علمی و فلسفی انحصار به لاتین نداشت و در زندگانی چندان بدان حاجت نبود و اهمیت پیشینش در مدارس را از دست داد. برای نمونه، رنه دکارت، فیلسوف و ریاضی‌دان فرانسوی، با انتشار کتاب گفتار در روش درست به کار بردن عقل و جستجوی حقیقت در علوم به زبان فرانسوی نخستین دانشمندی شد که در عصر جدید به زبان مادری کتاب علمی تألیف کرد و زبان لاتین را، که تا آن زمان تنها وسیلهٔ بیان وتحریر مطالب فلسفی و علمی بود، کنار گذاشت.
البته در دانشگاه آکسفورد هنوز هم زبان و ادبیات رومی و یونانی بزرگ‌ترین اهمیت را دارد و توجهی که بدین مواد درسی می‌شود به‌علوم طبیعی و ریاضی نمی‌شود. در جهان امروز، شمار زیادی از دانشجویان لاتین در ایالات متحده لاتین را از کتاب لاتین ویلوک می‌آموزند. این کتاب که برای نخستین بار در سال ۱۹۵۶ توسط فردریک ام. ویلوک منتشر شد. لاتین ویلوک به کتاب معیار بسیاری از دوره‌های مقدماتی لاتین در آمریکا تبدیل شده است.
جنبش لاتین زنده سعی دارد آموزش زبان لاتین را به همان روشی که زبان‌های زنده آموزش داده می‌شوند، به عنوان وسیله‌ای برای برقراری ارتباط گفتاری و نوشتاری، احیا کند. آثار آن در واتیکان و برخی از موسسات ایالات متحده مانند دانشگاه کنتاکی و دانشگاه ایالتی آیووا در دسترس است. انتشارات دانشگاه کمبریج انگلستان تأمین‌کننده اصلی کتاب‌های درسی لاتین برای همه سطوح، مانند مجموعه دوره‌های لاتین کمبریج، است. همچنین زیرمجموعه ای از متن‌های کودکانه به زبان لاتین توسط Bell & Forte منتشر شده است که ماجراهای موشی موسوم به مینیموس را بازگو می‌کند.

### وضعیت رسمی
لاتین زبان رسمی کشورهای اروپایی زیر بوده یا هست:
- سریر مقدس
- مجارستان
- کرواسی[۳۲]
- لهستان[۳۳][۳۴][۳۵][۳۶]

## دستور زبان
زبان لاتین دارای شش حالت دستوری (case) است که عبارتند از:
- ۱- حالت فاعلی یا نومیناتیو (Nominative case): این حالت چنان‌که از نامش برمی‌آید، در باب فاعل جمله سخن می‌گوید؛ برای نمونه در جملات Anni fugiunt یعنی «سال‌ها سپری می‌شوند» و Labitur aetas به‌معنای «عمر تلف می‌شود» به‌ترتیب کلمات anni و aetas فاعل هستند. در جملهٔ Cicero declaratus est consul به‌معنای «سیسرون به‌عنوان کنسول برگزیده شد» نیز Cicero در حالت نومیناتیو یا فاعلی به‌کار رفته است.[۳۷]
- ۲- حالت ندایی یا وُکاتیو (Vocative case): این حالت چنان‌که از نامش برمی‌آید برای خطاب کردن یا صدا زدن کسی یا چیزی به‌کار می‌رود و نسبت‌به دیگر حالات کمترین کاربرد را دارد: !Pompei meorum prime sodalium به‌معنی «ای پومپیئوس، ای اولینِ رفقایم!»[۳۸]
- ۳- حالت مفعولی‌مستقیم یا مفعول‌به یا آکوزاتیو (Accusative case): این حالت چند کارکرد دارد که عبارتند از:

۳٫۱- برای بیان «مفعول مستقیم» یا Direct object؛ برای نمونه audentes fortuna iuvat به‌معنی «بخت و اقبال، متهوران را یاری می‌کند» در اینجا audentes در حالت آکوزاتیو مفعول‌مستقیم به‌کار رفته است. Agricola colit agros, uxor domum tuetur به‌معنای «کشاورز زمین‌ها را درو می‌کند، همسرش خانه را رسیدگی می‌کند». نیز در جملهٔ Haec studia adulescentiam alunt, senectutem oblectant به‌معنای «این آموزش‌ها جوانی را تغذیه می‌کنند، کهنسالی را محظوظ می‌کنند». Antonius Brutum oppugnat, Mutinam circumsedet یعنی «آنتونیوس بروتوس را مورد حمله قرار می‌دهد، موتینا را محاصره می‌کند». Caesar equites flumen transjecit یعنی «قیصر سواره‌نظام را از رود عبور داد» که در این جمله دو آکوزاتیو (flumen و equites) دیده می‌شود. Ciceronem consulem populus declaravit یعنی «مردم سیسرون را به‌عنوان کنسول اعلام کردند». Solem fulgere videmus یعنی «ما خورشید را می‌بینیم که می‌درخشد»
۳٫۲- برای بیان حرکت به‌سوی چیزی یا کسی: Romam ire یعنی «رفتن به‌سوی روم»؛ Suppetias ire «به‌کمک شتافتن»
۳٫۳- کارکرد به‌عنوان نوعی قید: Omnia Mercurio similis, vocemque coloremque یعنی «از هرنظر شبیه به مرکوری، چه از نظر صدا چه از حیث رنگ».
۳٫۴- برای بیان هدف: Legatos mittunt subsidium rogatum یعنی «فرستادگانی را برای کمک خواهی گسیل می‌دارند»؛ در اینجا legatos مفعول مستقیم (کارکرد اول آکوزاتیو) و subsidium هم آکوزاتیوِ هدف است.
- ۴- حالت مفعولی غیرمستقیم یا مفعول‌له یا داتیو (Dative case): این حالت نیز مانند آکوزاتیو چند کارکرد دارد که عبارتند از:

۴٫۱- بیان مفعول غیرمستقیم یا indirect object: مفعول غیرمستقیم در فارسی با نشانه‌های «برای»، «به» و گاهی «بر» به‌کار می‌رود: Saepe tibi meum somnium narravi یعنی «اغلب برای تو خوابم را تعریف کرده‌ام» یا Nobis spondet fortuna salutem یعنی «بخت و اقبال برای ما امنیت را ضمانت می‌کند». Imperat aut servit collecta pecunia cuique یعنی «پولِ جمع‌آوری شده بر هرکسی هم فرمان می‌رانَد و هم خدمت می‌کند». Gigantes bellum dis intulerunt یعنی «هیولایان به خدایان اعلان جنگ دادند»
۴٫۲- برای بیان هدف: Laudi vertere alicui یعنی «روی کردن به کسی جهت تمجید». Equitatum auxilio Caesari miserunt یعنی «سواره‌نظامی را جهت کمک برای قیصر فرستادند»
۴٫۳- برای بیان شخص یا چیزی که سود، نفع، یا ضرری متوجه اوست: مانند Homo homini lupus یعنی «انسان، گرگی [است] نسبت‌به انسان». Homini fidelissimi sunt equus et canis یعنی «اسب و سگ نسبت‌به انسان وفادارترین هستند»
- ۵- حالت مفعول‌عنه یا آبلاتیو (Ablative case): این حالت نیز مانند دو حالت پیشین چند کارکرد دارد که عبارتند از:

۵٫۱- برای بیان جدایی و انفصال: Populus Atheniensis Phocionem patria pepulit «یعنی خلق آتن، فوکیون را از میهن راند». vacare culpa maximum est solacium یعنی «رها بودن از گناه، بزرگ‌ترین آسودگی است»
۵٫۲- برای نمایاندن سرچشمه یا اصالت چیزی: Ab Aenea prognatus یعنی «نشأت گرفته از آینیاس». Atreus, Tantalo prognatus, pelope natus یعنی «آترئوس، از تبار تانتالوس، زاده شده از پلوپس»
۵٫۳- برای بیان مقایسه: Nihil est amabilius virtute یعنی «هیچ‌چیز دوست‌داشتنی‌تر از فضیلت نیست»
۵٫۴- برای بیان پیوستگی: Iuvenem praestanti munere donat یعنی «جوان را با جایزه ویژه‌ای پاداش می‌دهد». Legiones pulchris armis praeditae یعنی «لژیون‌هایی مجهز به سلاح‌های پُر زرق و برق»
۵٫۵- برای بیان کیفیت: Habuit fretrem Dumnorigem summa audacia یعنی «برادری داشت به‌نام دومنوریکس با شجاعتی بسیار»
۵٫۶- برای بیان شیوه انجام کاری: Magna cum cura atque diligentia scripsit یعنی «با دقت و احتیاط فراوان نگاشت»
۵٫۷- آبلاتیو خالص یا Ablative Absolute، برای بیان فرایند انجام کاری: Regibus exactis consules creati sunt یعنی «پس از اخراج شدن پادشاهان، کنسول‌ها ایجاد شدند». Pereunte obsequio, imperium intercidit یعنی «با از میان رفتن فرمانبرداری، اقتدار محو می‌شود»
۵٫۸- برای بیان زمان: Natus est Augustus consulibus Cicerone et Antonio یعنی «آگوستوس در دوران کنسولی سیسرون و آنتونیوس زاده‌شد». die septimi یعنی «در روز هفتم»
۵٫۹- برای بیان عامل یا وسیلهٔ انجام کاری: Remus a Romulo interfectus est یعنی «رموس به‌دست رومولوس کشته شد».Opportuna loca armatis hominibus obsidet یعنی «مواضع مناسب را به‌وسیلهٔ مردان مسلح تحت کنترل دارد». Dente lupus, cornu taurus petit یعنی «گرگ با دندان حمله می‌کند، گاو با شاخ»
۵٫۱۰- برای بیان ارزش چیزی: Vendidit hic auro patriam یعنی «این [مرد] کشورش را بخاطر طلا فروخت». Multorum sanguine victoria stetit یعنی «پیروزی به‌قیمت جان خیلی‌ها بدست‌آمد»
۵٫۱۱- برای بیان اندازه: Sol multis partibus maior est quam luna یعنی «خورشید بارها از ماه بزرگتر است»
۵٫۱۲- برای بیان مکان: Caesar Pompeium Proelio Pharsalico vicit یعنی «سزار پومپیئوس را در نبرد فارسال مغلوب ساخت»
- ۶- حالت اضافه یا جنیتیو (Genitive case): این حالت نیز همانند موارد پیشین دارای چند کارکرد است:

۶٫۱- برای بیان تعلق داشتن و مالکیت: Nomen regis یعنی «نامِ پادشاه» Liber Gaii Iulii Caesaris یعنی «کتابِ گایوس یولیوس کایسار (سزار)»
۶٫۲- برای بیان کیفیت چیزی: Puer annorum novem یعنی «پسری با نُه سال سن». Classis septuaginta navium یعنی «ناوگانی متشکل از هفتاد کشتی»

## واج‌شناسی
تلفظ‌های باستانی لاتین بازسازی شده‌اند. از جمله داده‌های مورد استفاده برای بازسازی تلفظ‌ها، مطالب نویسندگان باستان، غلط‌های املایی، جناس، ریشه‌شناسی باستانی، املای وام‌واژگان لاتین در زبان‌های دیگر و توسعه تاریخی زبان‌های رومی است.

### همخوان‌ها
|         |        | لبی | دندانی | کامی | نرم‌کامی | نرم‌کامی | چاکنایی |
| صاف     | لبی‌شده | لبی | دندانی | کامی |         |         | چاکنایی |
| ------- | ------ | --- | ------ | ---- | ------- | ------- | ------- |
| انسدادی | واک‌دار | b   | d      |      | ɡ       | ɡʷ      |         |
| انسدادی | بی‌واک  | p   | t      | k    | kʷ      |         |         |
| سایشی   | واک‌دار |     | (z)    |      |         |         |         |
| سایشی   | بی‌واک  | f   | s      | h    |         |         |         |
| خیشومی  | خیشومی | m   | n      | (ŋ)  |         |         |         |
| ر-گونه  | ر-گونه |     | r      |      |         |         |         |
| ناسوده  | ناسوده | l   | j      | w    |         |         |         |

### واکه‌ها
|       | جلویی | مرکزی | پشتی |
| ----- | ----- | ----- | ---- |
| بسته  | i i:  |       | u u: |
| میانه | e e:  | o o:  |      |
| باز   |       | a a:  |      |

## دستور زبان
لاتین از نظر نوع واژگان یک زبان ترکیبی و اشتقاقی است. واژگان شامل یک جزء معنایی عینی و نشانگرهایی هستند که نقش دستوری واژه را مشخص می‌کنند. ترکیب ریشه و نشانگرها عناصر جمله‌ای بسیار فشرده‌ای را تولید می‌کند: amō، «دوست دارم» از یک جزء معنایی ama-، «عشق»، ساخته شده که بدان نشانگر -ō، شناسه اول شخص مفرد، افزوده شده است.
kra دستوری را می‌توان با تغییر نشانگرها تغییر داد: نشانگر برای بیان نقش‌های مختلف دستوری «عوض» می‌شود، اما جزء معنایی معمولاً تغییر نمی‌کند؛ در زبان‌ها برای عطف از وند استفاده می‌شود که شامل پیشوند، میانوند و پسوند است. عطف‌های لاتین هرگز پیشوند نیستند. برای نمونه amābit «او دوست خواهد داشت»، از همان ریشه amā- تشکیل شده است که به آن وند -bi-، نشانگر زمان آینده و وند -t، نشانگر سوم شخص مفرد، افزوده شده است.
در لاتین برای تصریف جنس، شمار و حالت در صفتها، اسمها و ضمیرها با فرایندی که اصطلاحاً صرف نامیده می‌شود، انجام می‌شود. نشانگرها نیز در فرایندی به نام صرف فعل به ریشه فعل‌ها برای نشان دادن شخص، شمار، زمان، جهت، وجه و نمود می‌پیوندد. برخی از واژگان، مانند قیدها، حروف اضافه و حرف ندا، صرف‌ناپذیر هستند و هیچ‌یک از مراحل را نمی‌گذرانند.

## نوشتار

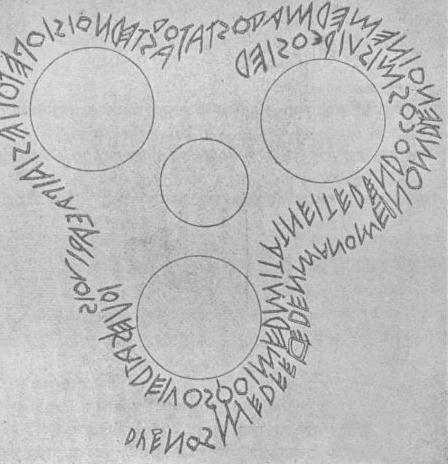
کتیبه دوئنوس، مربوط به قرن ششم ق. م، یکی از نخستین متون شناخته شده لاتین باستان.

زبان لاتین با الفبای لاتین، که از الفبای اتروسکی گرفته شده است که آن نیز به نوبه خود از الفبای یونانی و در نهایت الفبای فنیقی گرفته شده است. این الفبا همچنان در طول قرن‌ها به عنوان خط زبان‌های رومی، سلتی، ژرمنی، بالتیک، فینی و بسیاری از زبان‌های اسلاوی (لهستانی، اسلواکی، اسلوونیایی، کرواتی، بوسنیایی و چکی) مورد استفاده قرار گرفته است. امروزه خط لاتین توسط بسیاری از زبان‌ها در سراسر جهان، از جمله ویتنامی، زبان‌های آسترونزیایی، بسیاری از زبان‌های ترکی، و بیشتر زبان‌ها در جنوب آفریقا، قاره آمریکا و اقیانوسیه، مورد استفاده قرار می‌گیرد و به همین دلیل پرکاربردترین خط جهان به‌شمار می‌رود.
تعداد حروف الفبای لاتین متفاوت است. هنگامی که این الفبا برای نخستین بار از الفبای اتروسکی گرفته شد، تنها شامل ۲۱ حرف بود. بعداً، G به نمایندگی /ɡ/، که قبلاً املای آن با C وارد الفبا و Z نیز از آن حذف شد، زیرا لاتین از آن پس هیچ صدای /ز/ای نداشت. حروف Y و Z بعداً به ترتیب برای نشان دادن حروف یونانی، اوپسیلون و زتا در وام‌واژگان یونانی افزوده شدند.
W در قرن یازدهم از VV ایجاد شد. این حرف نشان‌دهنده /w/ در زبان‌های ژرمنی بود نه لاتین که هنوز از V برای این منظور استفاده می‌کرد. در اواخر قرون وسطی J از I و همچنین U از Vمتمایز شدند. اگرچه برخی از واژه‌نامه‌های لاتین از J استفاده می‌کنند، اما از آن به ندرت در متون لاتین استفاده می‌شود، زیرا در دوران کلاسیک از آن استفاده نمی‌شد.
حروف الفبای لاتین کلاسیک بدین شرحند:
| حروف بزرگ | A | B | C | D | E | F | G | H | I | K | L | M | N | O | P | Q | R | S | T | V | X | Y | Z |
| حروف کوچک | a | b | c | d | e | f | g | h | i | k | l | m | n | o | p | q | r | s | t | v | x | y | z |
| --------- | - | - | - | - | - | - | - | - | - | - | - | - | - | - | - | - | - | - | - | - | - | - | - |

## عددها
در دوران باستان، عددها به زبان لاتین فقط با حروف نوشته می‌شدند. امروزه می‌توان عددهای لاتین را با عددهای عربی و همچنین با عددهای رومی نوشت.
| ūnus, ūna, ūnum (مذکر، مؤنث، خنثی) |  | I           | ۱    | یک    |
| duo, duae, duo                     |  | II          | ۲    | دو    |
| trēs, tria                         |  | III         | ۳    | سه    |
| quattuor                           |  | IIII یا IV  | ۴    | چهار  |
| quīnque                            |  | V           | ۵    | پنج   |
| sex                                |  | VI          | ۶    | شش    |
| septem                             |  | VII         | ۷    | هفت   |
| octō                               |  | VIII        | ۸    | هشت   |
| novem                              |  | VIIII یا IX | ۹    | نه    |
| decem                              |  | X           | ۱۰   | ده    |
| quīnquāgintā                       |  | L           | ۵۰   | پنجاه |
| centum                             |  | C           | ۱۰۰  | صد    |
| quīngentī, quīngentae, quīngenta   |  | D           | ۵۰۰  | پانصد |
| mīlle                              |  | M           | ۱۰۰۰ | هزار  |

## متن نمونه
«Commentarii de Bello Gallico» متنی مربوط به جنگ‌های گالی است که توسط ژولیوس سزار نوشته شده و با متن زیر آغاز می‌شود:
Gallia est omnis divisa in partes tres, quarum unam incolunt Belgae, aliam Aquitani, tertiam qui ipsorum lingua Celtae, nostra Galli appellantur. Hi omnes lingua, institutis, legibus inter se differunt. Gallos ab Aquitanis Garumna flumen, a Belgis Matrona et Sequana dividit. Horum omnium fortissimi sunt Belgae, propterea quod a cultu atque humanitate provinciae longissime absunt, minimeque ad eos mercatores saepe commeant atque ea quae ad effeminandos animos pertinent important, proximique sunt Germanis, qui trans Rhenum incolunt, quibuscum continenter bellum gerunt. Qua de causa Helvetii quoque reliquos Gallos virtute praecedunt, quod fere cotidianis proeliis cum Germanis contendunt, cum aut suis finibus eos prohibent aut ipsi in eorum finibus bellum gerunt. Eorum una pars, quam Gallos obtinere dictum est, initium capit a flumine Rhodano, continetur Garumna flumine, Oceano, finibus Belgarum; attingit etiam ab Sequanis et Helvetiis flumen Rhenum; vergit ad septentriones. Belgae ab extremis Galliae finibus oriuntur; pertinent ad inferiorem partem fluminis Rheni; spectant in septentrionem et orientem solem. Aquitania a Garumna flumine ad Pyrenaeos montes et eam partem Oceani quae est ad Hispaniam pertinet; spectat inter occasum solis et septentriones.